# Isla Penn
La isla Penn (en inglés: Penn Island) es una de las islas Malvinas. Se encuentra al oeste de la isla Gran Malvina, más precisamente al norte de la isla San José, junto a la isla Barclay y la isla Baja, cerca de la bahía de la Plata.